# 生田直親
生田 直親（いくた なおちか、1929年12月31日 - 1993年3月18日）は、日本の小説家、脚本家。本名は生田直近。

## 来歴
東京府に生まれる。1945年に福島県立川俣工業学校（現・福島県立川俣高等学校）を中途退学する。
1956年、雑誌『映画の友』の懸賞付き公募シナリオに応募作が入賞し、テレビの脚本家となる。1962年に東芝日曜劇場（TBS）の1作として手がけた『煙の王様』は、第17回文部省芸術祭賞文部大臣賞を受賞した。
1974年に『誘拐197X年』を上梓して、推理作家となる。

## 主な作品

### 脚本
- 生田直親(テレビドラマデータベース)を参照。

### 小説
- 東京大地震M8（徳間文庫）1980/10/31
- ソ連侵略198X年〈上〉〈下〉 (トクマ・ノベルズ) 1980/11/01
- 雪のネットワーク (徳間文庫) 1985/01/01
- 「谷川岳」殺意の垂壁(ウォール) (天山ノベルス) 1990/11/01
- 劇画殺人事件 (光文社文庫) 1985/03/20
- 東海村原発殺人事件 (徳間文庫) 1989/03/01
- 佐渡怨霊殺人事件 (天山ノベルス) 1989/11/01
- 雪のコンチェルト (講談社文庫) 1991/10/11
- 鬼女伝説殺人事件 (広済堂文庫) 1986/12/01
- さよなら青函連絡船―人魚がくれた手紙 (徳間文庫) 1987/05/01
- 生田 直親 , 吉岡 直道
- 黄金のシュプール (徳間文庫) 1987/01/01
- 銀嶺の彷徨―スキー・バム (徳間文庫) 1985/08/01
- 死の大滑降 (カッパ・ノベルス) 1975/01/01
- 「前穂高」殺意の岩峰(クラッグ) (Tenzan novels) 1990/04/01
- 青函トンネル大爆裂 長篇パニック・ノベル (トクマノベルズ) 1982/10/01
- 誘拐197X年 (徳間文庫) 1985/05/01
- 「黒部川」殺意の峡谷 (天山ノベルズ) 1991/12/01
- 黒部‐アルプス殺人岩壁 (広済堂ブルーブックス) 1990/11/01
- みちのく誘拐殺人行 (広済堂ブルーブックス) 1987/04/01
- 八方尾根0.01秒の逆転 (ノン・ノベル)
- 雪原逃亡13年 長篇ドキュメンタリー・サスペンス (トクマノベルズ) 1982/01/01
- 黄砂哭く谷 (徳間文庫) 1989/07/01
- 黄金伝説殺人事件 (広済堂ブルーブックス) 1983/01/01
- 会津猫魔(ねこま)怨霊殺人 (天山ノベルス) 1988/08/01
- K峰(カラコルム)殺人事件 (カッパ・ノベルス) 1985/05/01
- 原発・日本絶滅 (カッパ・ノベルス) 1988/11/01
- 京都怨霊殺人事件 (広済堂文庫) 1987/08/01
- 雪崩（なだ）れる (光文社文庫) 1986/03/20
- 飛騨の国殺人伝説 (天山文庫) 1989/04/01
- 傷痕のシュプール (トクマ・ノベルズ) 1988/03/01
- 東京湾岸大津波 (徳間文庫) 1992/01/01
- 裏同心―江戸定廻り同心獄門剣 (飛天文庫)
- 裏仕置―江戸定廻り同心獄門剣 (飛天文庫)
- 金沢怨霊殺人事件 (広済堂ブルーブックス)
- 雫石みちのく呪殺行 (天山ノベルス) 1989/03/01
- 佐賀怪猫殺人事件 (天山文庫) 1988/11/01
- 安達ケ原殺人事件 (天山ノベルス) 1988/02/01
- ナマハゲ殺人伝説 (ケイブンシャ文庫) 1991/07/01
- 月山妖幻殺人行 (ケイブンシャノベルス) 1989/08/01
- 五輪(オリンピック)ハイジャック発生!(ケイブンシャノベルス) 1988/06/01
- 狼たちの斜面(ピステ) (ケイブンシャ文庫) 1988/04/01
- 白の尾瀬殺人ライン (立風ノベルス) 1990/03/01
- 魔修羅海峡 1986/09/01
- 新都庁大火災パニック (ジョイ・ノベルズ) 1991/04/01
- 鬼首(おにこうべ)誘拐殺人行 (ジョイ・ノベルス) 1989/09/01
- 怒りの海峡―青函連絡船「津軽丸」SOS (ノン・ポシェット) 1988/04/01
- 復讐斬魔剣―はぐれ剣士漂流記 (広済堂文庫)
- 辻斬り無宿―江戸秘剣漂浪記 (広済堂文庫)
- コンピュータ完全犯罪―狙われたオンライン (広済堂文庫) 1986/08/01
- 小野小町殺人伝説 (広済堂ブルーブックス) 1992/06/01
- 仙台・マニラ殺意の潮流 (広済堂ブルーブックス) 1989/05/01
- 雪煙に消えた殺人者 (広済堂ブルーブックス) 1988/12/01
- 凄絶!香港大会戦 (トクマ・ノベルズ) 1992/08/01
- 上越新幹線殺人事件 長篇サスペンス (トクマノベルズ) 1982/11/01
- 三歳からのスキー術 (徳間文庫) 1988/12/01
- 199X年自衛隊壊滅す (徳間文庫) 1993/09/01
- 逆発想のスキー術 (徳間文庫) 1983/12/01
- 剣岳岩尾根殺人事件 (トクマ・ノベルズ) 1990/07/01
- 北斗幻法(ほくとげんぽう)狩り (トクマ・ノベルス) 1987/03/01
- 東海道新幹線大衝突 (トクマ・ノベルズ) 1986/06/01
- 199X年日本寒冷地獄 長篇大予言小説 (トクマノベルズ) 1984/08/01
- 原発・日本絶滅（光文社）1988/11/30